# Aging Cell
Aging Cell — рецензируемый научный журнал с открытым доступом, официальный журнал Anatomical Society. Основан в 2002 году. Главными редакторами являются Peter Adams (Университет Глазго), Adam Antebi (Институт биологии старения Общества Макса Планка), Ana Maria Cuervo (Albert Einstein College of Medicine), Brian Kennedy (Институт Бака по исследованию старения и Национальный университет Сингапура), John Sedivy (Брауновский университет).

## Сфера деятельности
Журнал публикует исследования по генам и функциональной геномике, размножению клеток, процессам клеточного старения и гибели клеток, по стволовым клеткам, сигнальным молекулам и экспрессии генов, клеточному стрессу и клеточным повреждениям, по старению организма в целом, интегральной физиологии и тому подобное. Журнал публикует исследовательские статьи, обзоры, мини-обзоры и комментарии.

## Размещение аннотаций и индексирование
Aging Cell размещает аннотации и индексируется в следующих местах:
- Academic Search[англ.]
- Chemical Abstracts Service
- CSA Biological Sciences Database[англ.]
- Embase[англ.]
- Index Medicus[англ.]/MEDLINE/PubMed
- InfoTrac[англ.]
- Neurosciences Abstracts[англ.]
- ProQuest[англ.] Biological Science Collection
- Dietary Supplements[англ.]
- Science Citation Index Expanded

Согласно Scopus/SCImago Journal Rank, в 2019 году Aging Cell в категории «Старение» ранжировался под номером 3 по критерию «Cites/Doc. (2years)» и под номером 2 по критерию «SCImago Journal Rank indicator».
В 2019 его импакт-фактор 7,238, а CiteScore 11,6.